# Ácido nonanoico
El ácido nonanoico, también llamado ácido pelargónico, es un compuesto orgánico con una cadena compuesta por nueve átomos de carbono. Su fórmula estructural es CH3 (CH2) 7COOH.
El ácido nonanoico forma ésteres, siendo un líquido transparente, oleoso, de olor rancio y desagradable.
Es también, un producto irritante de la piel, ojos y mucosas. Así mismo, resulta peligroso para el medio ambiente acuático.
Su solubilidad  en agua es casi nula, pero es muy soluble en cloroformo, éter, y hexano.
Es comúnmente usado en combinación con el glifosato, un herbicida no selectivo, para el control de malezas.

## Usos
El ácido nonanoico se emplea en la preparación de plastificantes y lacas. El derivado 4-nonanoilmorfolina es un ingrediente en algunos aerosoles de pimienta. La sal de amonio de ácido nonanoico, nonanoato de amonio, se utiliza en formulaciones de glifosato, un herbicida y repelente.

## Estabilidad y almacenamiento
La sustancia debe almacenarse en recipientes herméticos, almacenados en sitios frescos y secos en ausencia de luz.
Luego de veinticuatro meses de almacenamiento, es importante corroborar la calidad del ácido antes de ser utilizado.